# Paula Thiede

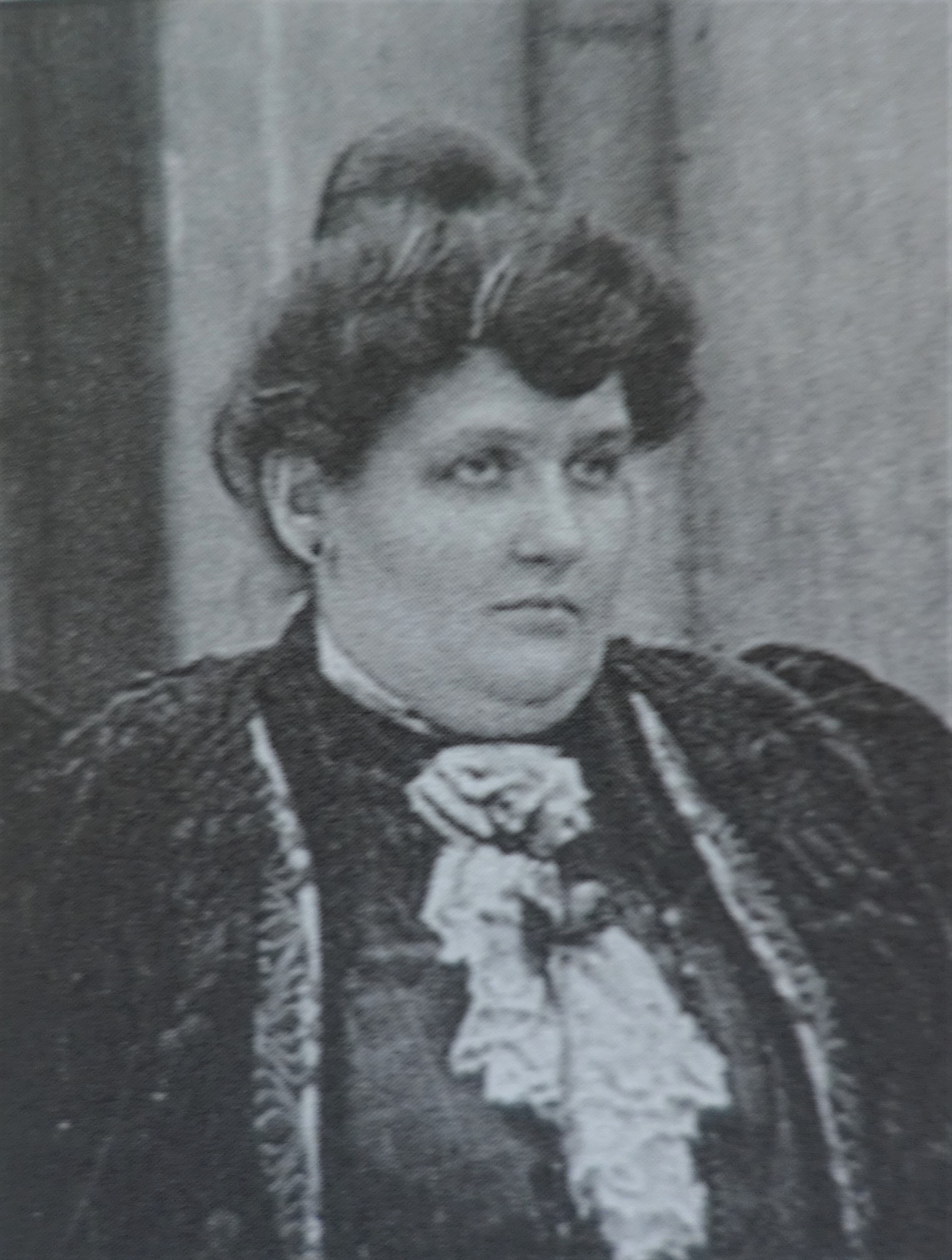
Paula Thiede (1906)

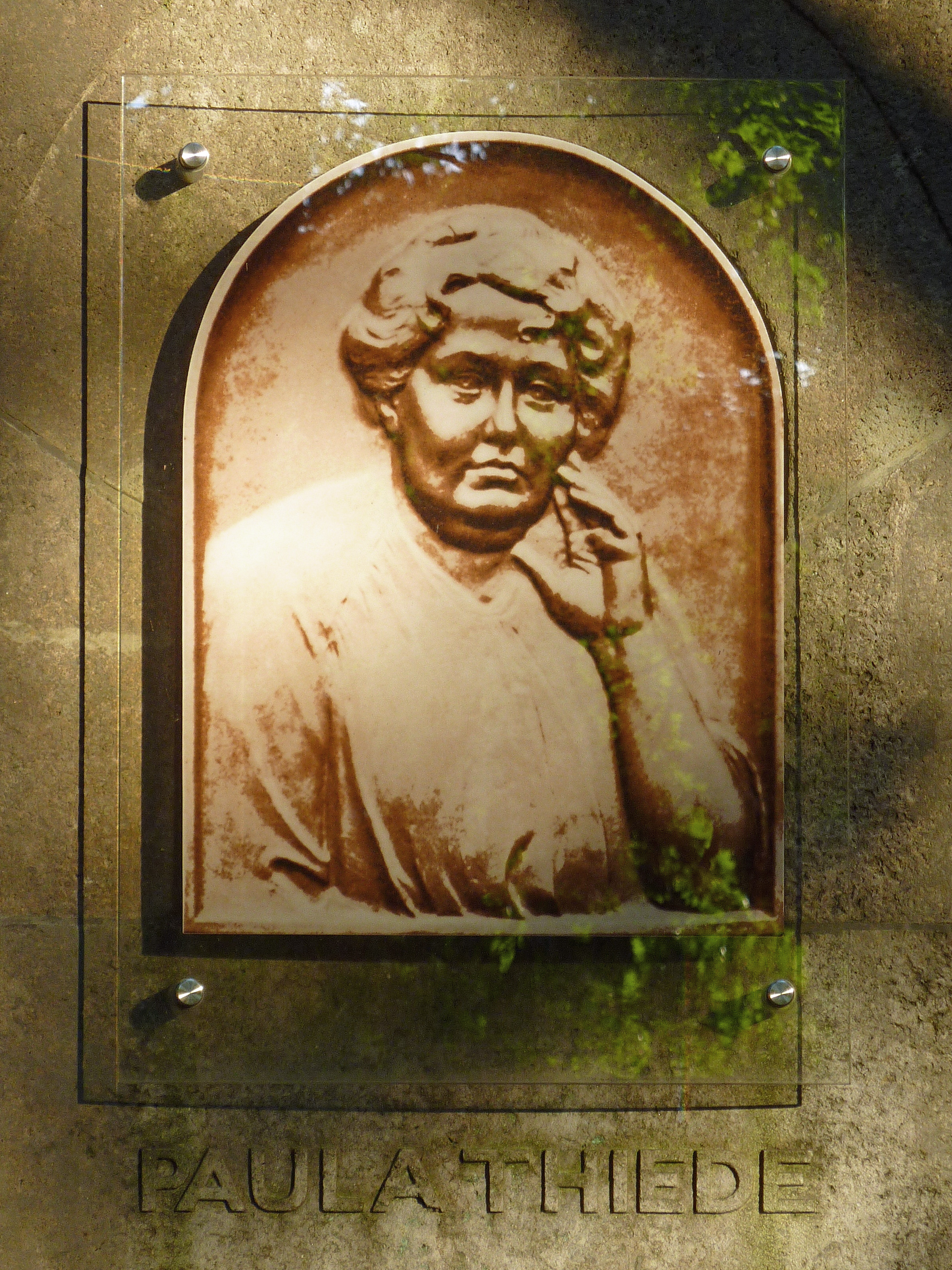
Paula Thiede, Porträttafel von Erika Klagge

Paula Thiede (* 6. Januar 1870 in Berlin als Pauline Philippine Auguste Berlin; † 3. März 1919 ebenda) war eine deutsche Gewerkschafterin. Sie war die erste Frau, die hauptamtlich eine reichsweite Gewerkschaft führte.

## Leben

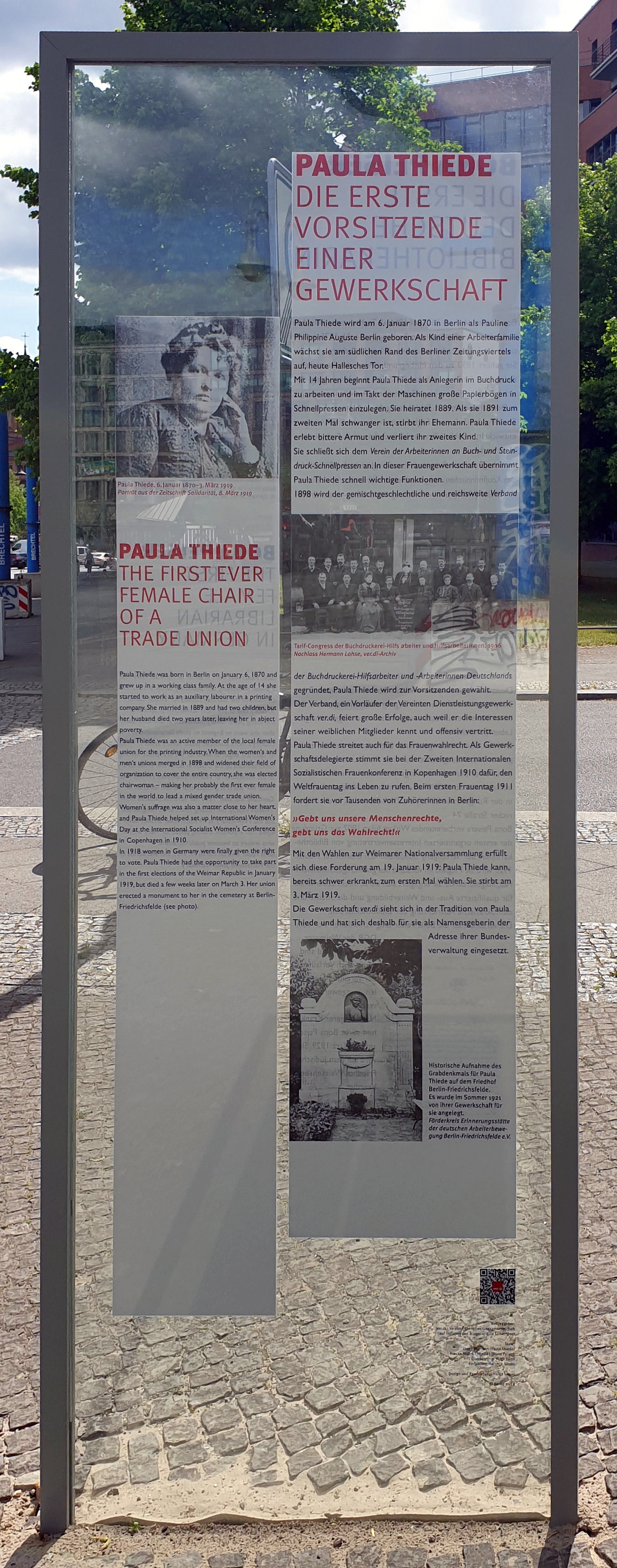
Gedenktafel in Berlin-Mitte

Thiede wuchs rund um den heutigen Kreuzberger Mehringplatz auf. Die Arbeiterfamilie – ihr Vater war Tischler aus Preetz bei Kiel, die Mutter kam aus dem damals brandenburgischen Woldenberg – wohnte am südlichen Rand des aufstrebenden Berliner Zeitungsviertels.

## Berufliche Entwicklung
Mit etwa 14 Jahren begann sie als Bogenanlegerin in einer Buchdruckerei (sie legte die Papierbögen in die Schnellpresse ein). Trotz erheblicher Vorteile gegenüber anderen Tätigkeiten und der verantwortungsvollen Aufgabe im Produktionsprozess war das Los einer Anlegerin im Buchdruck schwer. In der Regel galt: Wenn ein Mädchen mit 16 Jahren an die Maschine gestellt wurde und sechs Jahre daran arbeitete, dann war sie gewöhnlich aufgrund der verwendeten Giftstoffe und Metalle krank. Sie zog auch aus ihren persönlichen Schicksalsschlägen kämpferische Konsequenzen. Innerhalb eines Jahres hatte sie ihre Arbeit, ihren Mann und ihren Zweitgeborenen verloren und war von den Verhältnissen gezwungen worden, in einem weit entfernten, ihr unbekannten Stadtteil mit ihrer Gesundheit und der ihrer Kinder die Miete als Trockenwohner zu bezahlen.

## Gründung der Gewerkschaft
Aufgrund der unmittelbaren Erfahrung der sozialen und wirtschaftlichen Not der Hilfsarbeiterinnen dort beteiligte sie sich im März 1890 an der Gründung des „Vereins der Arbeiterinnen an Buch- und Steindruck-Schnellpressen“, der erste Zentralverband der Gewerkschaftsgeschichte und eine der ersten gewerkschaftlichen Frauenorganisationen überhaupt. Ausgelöst wurde der Zusammenschluss durch die unhaltbaren Zustände in der Arbeitsvermittlung, die damals von privaten Vermittlern im Auftrage der Firmen organisiert wurde.

## Kampf um den Neunstundentag
1891 – zu diesem Zeitpunkt erst 21 Jahre alt – zog sie nach Kreuzberg zurück und arbeitete wieder an der Schnellpresse. Sie geriet unmittelbar in einen der größten Streiks, den das Kaiserreich bislang gesehen hatte: Ab Oktober 1891 führten die Buchdrucker einen hoffnungsvollen Kampf für den Neunstundentag. Am 14. November standen 12.000 Buchdrucker im Streik – und mit ihnen tausende Buchdruckereihilfsarbeiter. Doch die Behörden beschlagnahmten die gewerkschaftseigenen Unterstützungskassen und der Streik ging im Januar 1892 trotz breiter Solidarität verloren. Der Verein der Arbeiterinnen an Buchdruck-Schnellpressen brach zusammen. Der Neubeginn wurde auch zum Neubeginn für Paula Thiede. 1894 wurde sie Vorsitzende der Berliner Hilfsarbeiterinnen. Der nächste große Streik im Buchdruck (1896) wurde ein großer Erfolg. Eine gewerkschaftliche Auswertung endet mit der lapidaren Feststellung: "Der Streik war ein Angriffsstreik und fiel zu Gunsten der Arbeiter aus". In den Druckereien galt fortan der Neunstundentag, auch für die Hilfsarbeiter.

## Gewerkschaftsvorsitzende

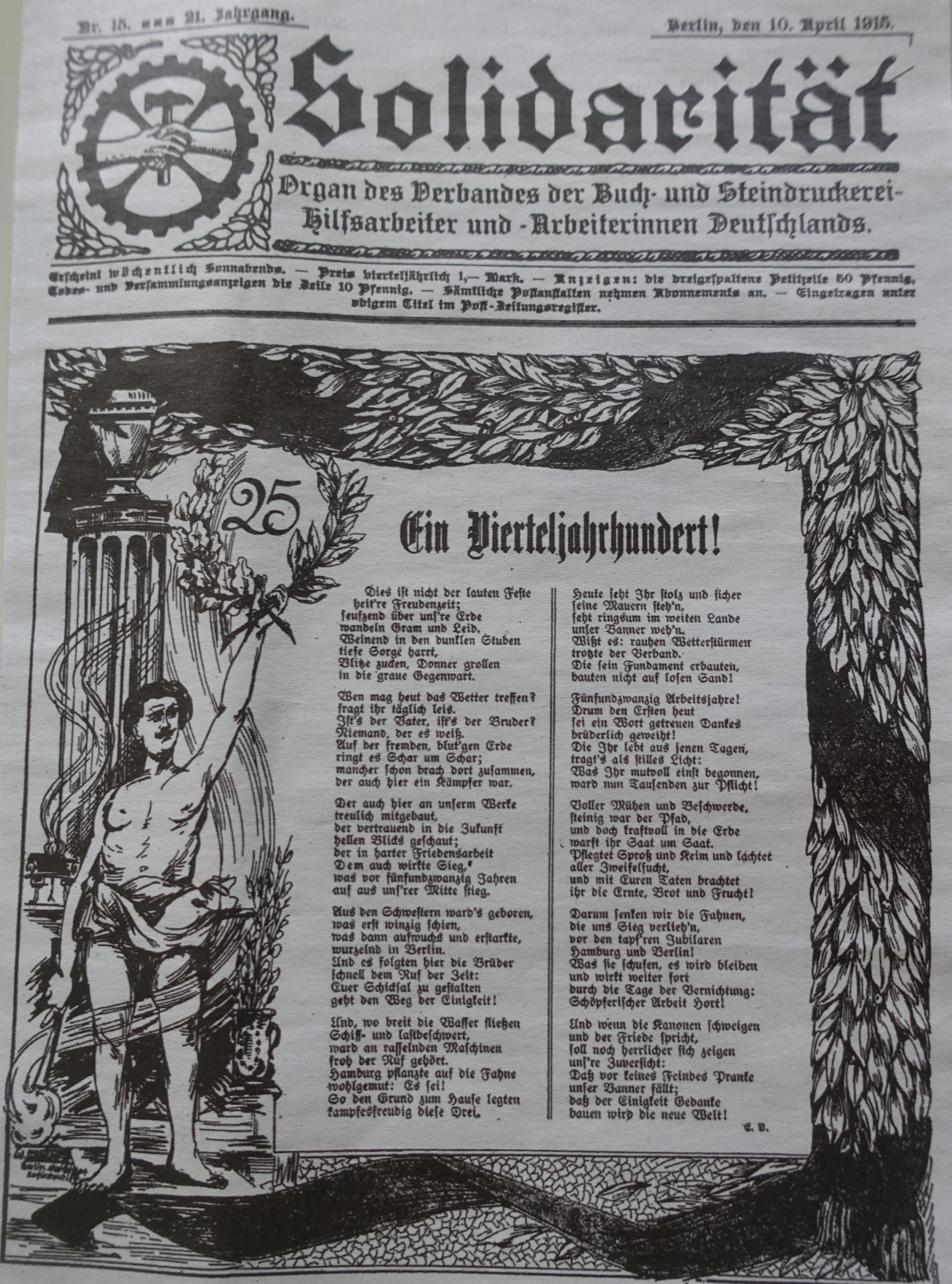
Jubiläumsausgabe der Mitgliederzeitschrift „Solidarität“ vom 10. April 1915

Sie war auch maßgeblich beteiligt an der Vereinigung dieser Frauenarbeiter-Organisation zum geschlechterübergreifenden Verband der Buch- und Steindruckerei-Hilfsarbeiter und -Arbeiterinnen Deutschlands (VBHi) im Jahr 1898 mit 1.279 Mitgliedern. 1914 hatte der Verband bereits mehr als zehnmal so viele, nämlich 15.759 Mitglieder, davon 8.438 Frauen.
Paula Thiede war seit 1895 Redakteurin der Mitgliederzeitschrift „Solidarität“. Die „Solidarität“ hatte vier Seiten und wurde alle vierzehn Tage herausgegeben. Erst ab 1908 wöchentlich. Auflage 1913: 17.000 Exemplare. Am 4. März 1892 wurde sie erstmals in den Vorstand gewählt und seit dem Zusammenschluss am 1. Juni 1898 (mit Unterbrechung 1901/02) bis zu ihrem Tod war sie erste Vorsitzende des Verbandes, ab 1902 hauptamtlich. 1892 und 1896 beteiligte sich der Verband an Streiks. Ihr ist in dieser Funktion auch zu verdanken, dass 1906 zum ersten Mal zentrale tarifvertragliche Vereinbarungen für die Hilfsarbeiter der Buchdruckereien abgeschlossen werden konnten. Die Kassenlage des Verbandes war prekär und Paula Thiede musste immer wieder im Streit um die Beitragshöhe und die Aufwendungen für die Gewerkschaft schlichten.
Die gewerkschaftliche Organisierung von Frauen wurde seinerzeit von vielen Männern abgelehnt, da sie in ihnen eine Konkurrenz sahen. Frauen mussten sich daher anfänglich in getrennten Verbänden organisieren. Auch der Umstand, dass eine Frau Vorsitzende wurde, stieß zunächst auf wenig Gegenliebe, der Widerstand wurde aber durch die von Thiede erzielten Erfolge besiegt. So realisierte der VBHi 1905 als erste Gewerkschaft eine geschlechtsunabhängige Staffelung der Mitgliedsbeiträge, die sich von diesem Zeitpunkt an ausschließlich am Lohn orientierten. Dem folgte 1908 die Einführung einer finanziellen Unterstützung für Wöchnerinnen.
Für Paula Thiede waren die internationalen sozialistischen Frauenkonferenzen in Stuttgart (1907) und Kopenhagen (1910) weitere Höhepunkte ihres politischen Wirkens. In Kopenhagen wurde der Antrag der deutschen Delegation (mit Paula Thiede, Clara Zetkin und anderen) für einen Internationalen Frauentag zur „Eroberung des allgemeinen Frauenwahlrechts“ angenommen.
Paula Thiede starb an einer schweren Krankheit. Die „Solidarität“ würdigte ihre Leistung im Nachruf mit den Worten: Der Verband „war ihre Schöpfung, und seine heutige Gestalt und seine Stärke war der Verstorbenen Lebenswerk!“ „Trotz mancher Anfeindungen, die alle Pioniere der Arbeiteremanzipation erfahren haben, hat sie doch die Gewissheit mit ins Grab nehmen können, dass ihre Arbeit im Dienste der Arbeiterbewegung nicht bloß erfolgreich gewesen ist, sondern auch Anerkennung, ja Bewunderung erfahren hat bei Freunden und Gegnern.“

## Ehrungen
- Der Verband der graphischen Hilfsarbeiter und -arbeiterinnen ehrte sie Anfang der 1920er Jahre mit einem Denkmal auf dem Zentralfriedhof Berlin-Friedrichsfelde.[11]
- Das Paula-Thiede-Ufer an der Spree neben der Schillingbrücke in Berlin-Mitte wurde am 25. Oktober 2004 auf Vorschlag der Vereinten Dienstleistungsgewerkschaft ver.di, Nachfolgeorganisation u. a. der Industriegewerkschaft Druck und Papier, nach ihr benannt.[12] Dort befindet sich heute die Bundesverwaltung von ver.di.
- In der Eingangshalle rechts der ver.di-Bundesverwaltung steht ein gezeichnetes Porträt mit den Worten versehen: „Die Organisation ist ein Stück von mir selbst.“

## Privates und Familie
Thiede war zweimal verheiratet. Aus ihrer ersten Ehe mit dem Schriftsetzer Richard Fehlberg gingen eine Tochter namens Emma und ein Sohn hervor, der aber früh starb. Nach Fehlbergs Tod heiratete sie 1895 Wilhelm Thiede. Beide Ehemänner akzeptierten ihre gewerkschaftliche Arbeit.
Emma Fehlberg heiratete im Oktober 1919 den Postassistenten Gustav Wolter, über ihr weiteres Leben ist nichts bekannt.
Am 6. Mai 2022 wurde in Berlin-Mitte, Engeldamm Ecke Paula-Thiede-Ufer, eine Gedenktafel enthüllt.

## Grabstätte

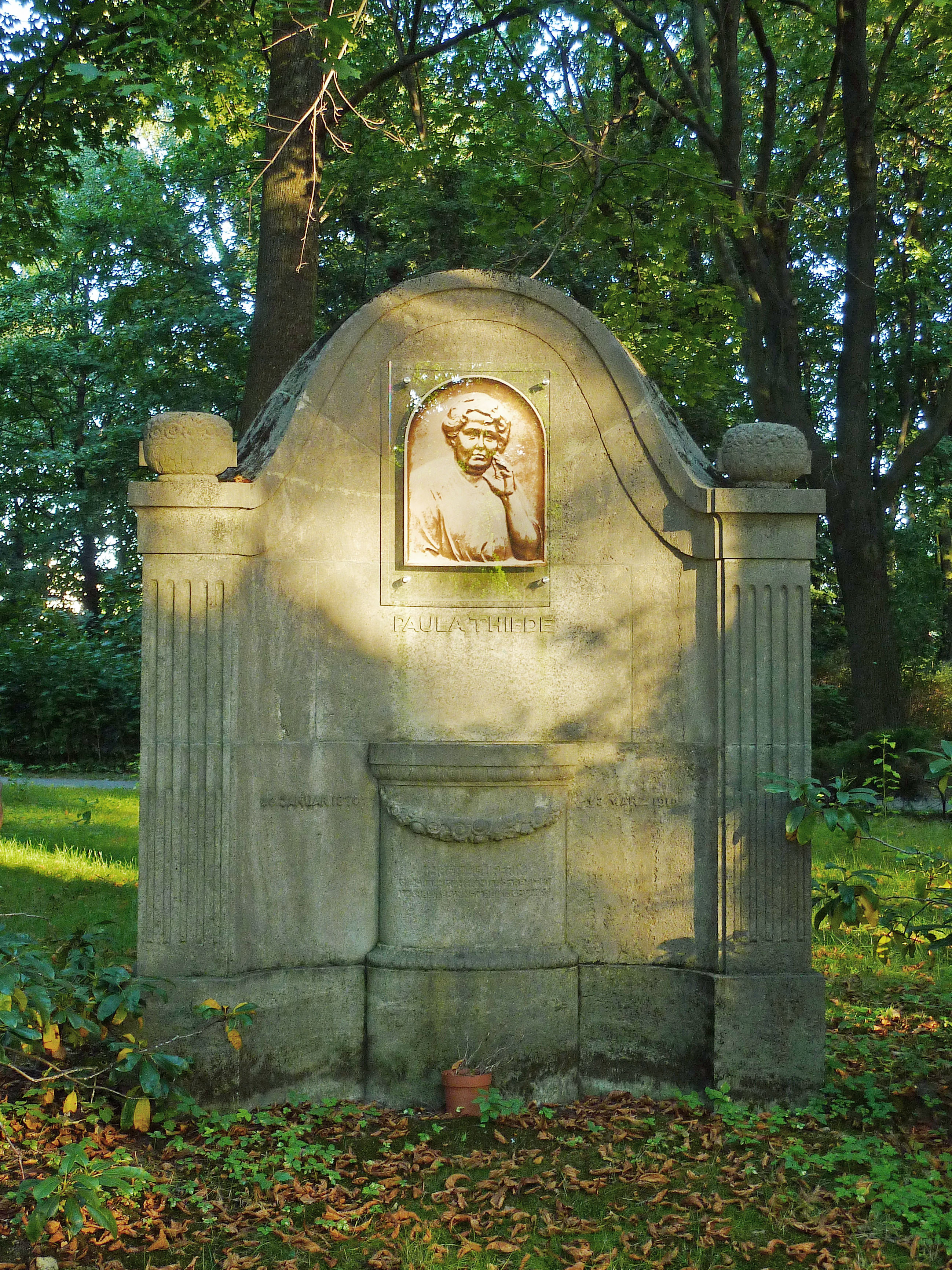
Grabmal für Paula Thiede, Zentralfriedhof Friedrichsfelde

Sie wurde auf dem Zentralfriedhof Berlin-Friedrichsfelde begraben. Die Grabinschrift lautet: „Ihrer Führerin – Die graphischen Hilfsarbeiter und -Arbeiterinnen Deutschlands“. Der Friedhof ist allgemein auch als „Sozialistenfriedhof“ bekannt, weil bis 1933 hier viele Sozialdemokraten und Gewerkschafter bestattet wurden. Eine Verlegung auf den besonderen Bereich „Gedenkstätte der Sozialisten“ von 1951 nahe dem Friedhofseingang erfolgte nicht, weil die Nachkommen von Paula Thiede einem entsprechenden Wunsch der SED nicht zustimmten. Das nach einer Fotografie entstandene originale Bronzerelief von Paula Thiede in ihrer Grabplatte wurde nach einem Diebstahl durch eine von der Berliner Künstlerin Erika Klagge nach dem Foto gravierte Glasplatte ersetzt. Sie wurde am 6. März 2007 eingeweiht.

## Schriften (Auswahl)
- Einrichtung und Ausgestaltung der sozialdemokratischen Frauenkonferenz. Sozialistische Monatshefte 15 = 17 (1911), H. 18/20, S. 1248–1250. Digitalisat
- Die fachgewerbliche Ausbildung der Arbeiterin. Sozialistische Monatshefte 20 (1914), H. 12/13, S. 824–828. Digitalisat
- Erwerbsarbeit, Entlohnung und Organisation der Frauen. Sozialistische Monatshefte 23 (1917), H. 7, S. 256–366. Digitalisat
- Passiver Widerstand in Tarifgewerben, in: Correspondenzblatt der Generalkommission der Gewerkschaften Deutschlands, 19. Jg., H. 52 (25. Dezember 1909) S. 815f.
- Der Wert der Mitarbeit der Frauen in der Organisation, in: Gewerkschaftliche Frauenzeitung, 1. Jg., H. 1 (5. Januar 1916), S. 5–6.